# Wilderich Graf von und zu Bodman
Johann Wilderich Maria Othmar Hubertus Graf von und zu Bodman (* 12. Dezember 1936 in Möggingen) ist ein deutscher Unternehmer und Kommunalpolitiker (CDU). Seit 1976 steht er dem Adelshaus Bodman als Chef vor.

## Leben
Wilderich wurde 1936 auf dem Wasserschloss Möggingen als ältester von drei Brüdern der Freiherrlichen Familie Nikolaus (1903–1988) und Freifrau Monika von und zu Bodman (1907–1992), geborene Gräfin von Spee, geboren. Nachdem sein Onkel, Johannes Graf von und zu Bodman (1899–1976), der ältere Bruder seines Vaters Nikolaus, kinderlos und somit ohne Nachfolger blieb, wurde Wilderich von ihm adoptiert.
Er studierte in Bonn und Hohenheim zuerst Landwirtschaft mit Schwerpunkt Obstbau und anschließend Betriebswirtschaft. Er absolvierte anschließend ein Praxisjahr in den USA. Seit 1968 arbeitet er für das Familienunternehmen, zunächst an der Seite seines Onkels, nach dessen Tod 1976 in der Funktion als Chef des Adelshauses. Unter ihm hat sich das verschuldete Familienunternehmen mit fast gänzlich verpachteten Ländereien in einen lukrativen forst- und landwirtschaftlichen Betrieb mit Obstbau, Brennerei und Weinkellerei entwickelt. Die erwirtschafteten Überschüsse flossen überwiegend in Verwaltung und Unterhalt des denkmalgeschützten Bodmanschen Immobilienbesitzes. Mehrere Objekte, deren Unterhalt zu teuer, Nutzung unrentabel oder Umbau wegen Denkmalschutz schwierig war, wurden veräußert. 2006 übergab er die Führung an seinen Sohn, Freiherr Johannes von und zu Bodman, dem Ältesten von vier Geschwistern.
Von Bodman ist Mitglied der Christlich Demokratischen Union Deutschlands. 1971 wurde er in den Kreistag des Landkreises Stockach gewählt. Nach dessen Auflösung bei der Kreisreform 1973 wurden die Kreisräte der neu geschaffenen Verwaltungsgemeinschaft Stockach in den Kreistag des Landkreises Konstanz übernommen. Zudem war er von 1975 bis 1994 Mitglied des Gemeinderats in Bodman-Ludwigshafen.
Nachdem von Bodman von 1992 bis 2018 Präsident des Hegau-Geschichtsvereins war, wurde er am 25. Januar 2018 zum Ehrenpräsidenten des Vereins ernannt. Er ist Vorstandsmitglied der Vereinigung des Adels in Baden, Ehrenvorsitzender des Segelclubs Bodman und des Yachtclubs Stockach, aber auch in weiteren lokalen Vereinen engagiert.

## Ehrungen
Wilderich Graf Bodman erhielt unter anderem 1985 das Verdienstkreuz am Bande der Bundesrepublik Deutschland, das Komturkreuz des Ordens vom Heiligen Papst Silvester, das Großoffizierskreuz für Verdienste um den Souveränen Malteserorden, 2008 den Deutschen Preis für Denkmalschutz die Silberne Halbkugel und wurde Ehrenringträger des Landkreises Konstanz und 2010 Ehrenbürger seiner Heimatgemeinde Bodman-Ludwigshafen.

## Nachkommen
1968 heiratete er Maria-Claudia, Freiin von Stotzingen. Aus dieser Ehe gingen vier Kinder hervor:
- Johannes, Freiherr von und zu Bodman (* 18. März 1969 in Singen (Hohentwiel); ⚭ Marie-Caroline, Gräfin von Ledebur-Wicheln)
- Margerita, Freiin von Bodman (* 26. März 1971 in Singen (Hohentwiel); ⚭ Maximilian, Graf von Oppersdorff)
- Nicola Maria Katharina, Freiin von und zu Bodman (* 24. April 1973 in Singen (Hohentwiel))
- Johann Georg Wolfgang Maria, Freiherr von und zu Bodman (* 7. Juli 1976 in Singen (Hohentwiel))